# Интервју
Интервју је разговор две особе усмерен професионалним циљем.
Постоји интервју у новинарству, којим интервјуисана особа посредством новинара информише јавност о својим ставовима и интервју као научна метода, са циљем прикупљања научних података.

## Научни интервју
Интервју спада у најчешће коришћене научне методе за прикупљање података. Укључује интеракцију између испитивача и испитаника. Обично се врши уживо, мада је могуће интервју обавити и путем телефона, чак се може укључити више испитивача или испитаника. Дужина интервјуа треба да буде усклађена са његовим циљем и природом података који се желе прикупити. Са структуром „питање-одговор“ од анкете се разликује по флексибилнијем протоколу, релативно је мање структуриран, а испитивач тежи опуштеној атмосфери разговора. Као метод за прикупљање података важно је да обухвати широк спектар типова говорника, чиме се значајно шири база података.
Улоге учесника су прилично јасно дефинисане: испитивач контролише разговор са аспекта одабира теме и форме питања. Са друге стране, испитаник је у обавези да сарађује и одговара на постављена питања. Он настоји да пружи садржајне и сажете одговоре, док испитивач дискурс одржава даљим питањима. Испитивач треба да припреми листу тема јер постављањем питања он успева да одржи разговор. Унапред припремљеним питањима спречава се појава феномена спонтаног разговора – оклевање, амбивалентност значења питања, итд. Вилијам Лабов је осмислио разговорну мрежу, са циљем симулирања спонтаног мењања теме, што је карактеристично за неформални разговор. Унапред утврђеног редоследа тема нема, и сама интересовања испитаника могу помоћи у кретању кроз теме. Оваквом организацијом могу се додатно забележити подаци о самим испитаницима (узраст, пол, друштвена класа, етничка припадност, итд.), које истраживачи могу искористити за тумачење говорног понашања испитаника. Често је интервју извор квалитативних података који може допунити квантитативни анализе.
Иако је интервју распрострањен као метод, има својих ограничења. Постоје и фактори који су ван контроле испитивача: темперамент испитаника и испитивача, спој заједничких обележја (пол, друштвени статус итд.), склоности, улазак треће особе (на пример, прекид телефонским позивом). Може се десити у пракси да директно постављена питања нису одговарајући приступ. Испитаници могу из личних уверења или других разлога одбити да одговоре на директно постављено питање.

## Интервјуи по научним областима
Научни интервјуи се међусобно разликују у односу на област којом се бави особа која испитује.

### Интервју у социјалном раду
Интервју је најзначајнија метода за сагледавање и разумевање личности. Циљ интервјуа је прикупљање информација о личности ради истраживања, дијагнозе, саветовања и терапије. У зависности од циља, разликују се истраживачки, дијагностички, клинички, терапеутски, саветодавни, стандардизовани, директивни, недирективни и др. С обзиром на значај интервјуа, у социјалном раду постоји правило које истиче да се изузетно може десити да социјални радник да своје мишљење о клијенту без интервјуа, али се мора чувати да коначан суд формира само на основу интервјуа.

### Интервју у лингвистици
Интервју спада у најчешће коришћене методе за прикупљање лингвистичких података.
Дужина интервјуа је одређена природом података који се желе прикупити. Корисни фонолошки подаци се могу добити чак за 20-30 минута разговора. За синтаксичку анализу потребно је више квантитативних података, јер се тражене структуре не јављају ни тако често ни предвидљиво као фонолошки елементи.
Недостаци интервјуа као методе у лингвистици тичу се и природе добијених података. Интервју може ограничавати или онемогућити проучавање одређеног говорног феномена (на пример, ретка употреба зависне реченице у свакодневном говору). Некад интервју није успешан у прикупљању обележја народног језика који су често кључни за решавање теоријских проблема. Форма „питање-одговор“ може спречити коришћење потенцијално занимљивих варијабли, почев од фонолошког па све до нивоа синтаксе и прагматике. Примери народног изговора су се врло ретко јављали у разговору са испитивачима, до те мере да су понекад потпуно изостали у подацима који су прикупљени интервјуом. Свестан друштвено стигматизоване говорне појаве говорник може бити хиперкоректан, па се тако јавља се проблем погрешног закључка о одређеној структури.
Неса Волфсон (енгл. Nessa Wolfson) истиче разлике спонтаног разговора и структуре интервјуа: пошто испитаник нема могућност уношења теме, а зна да се од њега очекује да пружи одговоре, његова прича је блиска сумирању. За разлику од тога, спонтани разговор је пун фонолошких, граматичких и стилских елемената. У интервјуу прича је усмерена ка давању одговора и често лишена наведених елемената, због жеље испитаника да буде концизан и садржајан. Са циљем да се симулира спонтани дискурс, могу се модификовати садржаји интервјуа (теме које буде интересовање и подстичу комуникацију) или начин интервјуисања (два или више испитивача или испитаника). Истраживања су показала да се приликом испитивања групе прикупе највреднији подаци. Овако осмишљена вишесмерна конверзација умањује формалну строгост интервјуа и омогућава учесницима да се међусобно допуњују.
Главна предност интервјуа је сакупљање података из широког спектра лингвистичких елемената, као и утврђивање општих социолингвистичких норми заједнице које могу помоћи у прегледу и организовању тешко упоредивих података, добијених од великог броја говорника. Основни недостатак интервјуа је тешкоћа добијања спонтаног, разговорног стила појединца, који је најмање био проучаван, а који се често губи при директном посматрању. Неки социолингвисти нападају интервју као социолингвистички метод због његових недостатака који нису увек очигледни у прикупљеној бази података. Они предлажу алтернативе као што је посматрање са учествовањем.
Очигледна је тенденција ка смањењу улоге испитивача. Све су бројнија истраживања где се испитују групе, док поједини истраживачи снимањем разговора говорника потпуно су лишили испитивача његове традиционалне улоге.